# Kleve (Dithmarse)
Pour les articles homonymes, voir Kleve (homonymie).
Kleve est une commune allemande du Schleswig-Holstein, située dans l'arrondissement de Dithmarse (Kreis Dithmarschen), à onze kilomètres au nord de la ville de Heide. Kleve est l'une des 34 communes de l'Amt Kirchspielslandgemeinden Eider dont le siège est à Hennstedt.